# Riesenbuche bei Altmugl

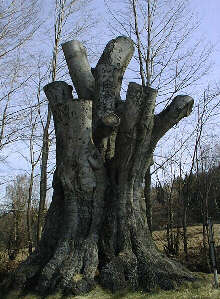
Die Überreste der Riesenbuche

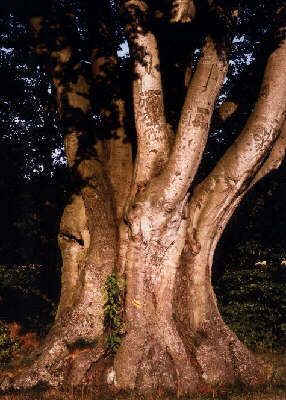
Die noch lebende Riesenbuche

Die Riesenbuche war ein eindrucksvolles Baumexemplar der Rotbuche (Fagus sylvatica), das in Nordbayern stand und 1999 gefällt wurde.
Der verbliebene Baumstumpf steht nahe dem Weiler Altmugl, einem Ortsteil des Marktes Bad Neualbenreuth im Landkreis Tirschenreuth.
Der etwa vier Meter hohe Stumpf vermittelt heute noch einen Eindruck davon, wie mächtig diese Rotbuche einmal war. Sie war 35 Meter hoch und hatte einen Stammumfang von 7,7 Metern. Ihr geschätztes Alter betrug 300 Jahre. Der baumchirurgisch behandelte Stamm war schon seit Jahrzehnten hohl.
1999 wurde die Buche von Spezialisten gefällt, da Gefahr bestand, dass Äste abbrechen oder gar ihr Stamm auseinanderbrechen konnte. Der Baum stand unmittelbar neben einer Straße.
Der deutlich eingekerbte Stamm lässt vermuten, dass es sich bei der Riesenbuche um eine sogenannte Büschelbuche handelt, eine früher meist zur kurzfristigen Erlangung von Feuerholz durchgeführte Pflanzung mehrerer Jungbuchen in einem Pflanzloch. Solche Sämlinge verwachsen im Lauf der Jahre zu einem Baum, der dann später durch seinen großen Umfang beeindruckt.